# 办《光明日报》十年自述
办《光明日报》十年自述，是时任《光明日报》总编辑穆欣1957年至1967年的回忆录，1994年出版，2006年东方出版社出版时题为述学谭往——追忆在《光明日报》十年。 2015年中国青年出版社再版。